# João Paciência
João Ângelo Rodrigues Paciência ComSE (Mora, Mora, 1943) é um arquitecto português

## Biografia
João Paciência formou-se em 1970 na Escola Superior de Belas-Artes de Lisboa (ESBAL).
Foi colaborador no ateliê dos arquitetos Nuno Teotónio Pereira / Nuno Portas (1970-1974). Integrou o Grupo de Almada – Monte de Caparica do Fundo de Fomento da Habitação (1975-80). Foi consultor e realizou projetos de escolas pré-fabricadas de betão (1976-82). Urbanista na Câmara Municipal de Portalegre (1978-82). Realizou o programa de habitação Quarteirão, Lagos (1982). Participou em diversos concursos (Arquivo da Torre do Tombo, 1980, etc.). Fez parte das equipas encarregues de projetar o Parque Desportivo de Santarém (1982). Participou em exposições, nomeadamente: Depois do Modernismo, SNBA, 1982; I Exposição Nacional de Arquitetura, 1975-85; III Exposição de Artes Plásticas da Fundação Calouste Gulbenkian, Lisboa, 1986 
A 18 de Janeiro de 2006 foi feito Comendador da Ordem Militar de Sant'Iago da Espada.

## Alguns projetos e obras
- Plano de Pormenor do Alto do Restelo[1] com Nuno Teotónio Pereira e Nuno Portas[5]
- Edifício na Rua Gonçalo Nunes n.º 31-45 com Nuno Teotónio Pereira[6]
- 1982 – Edifício da Tesouraria e Finanças, Vila Nova de Ourém (col. Carlos Travassos).
- 1982-83 – Edifício da Caixa Geral de Depósitos, Golegã (col. Carlos Travassos).
- 1983 – Agência do Banco Pinto & Sottomayor, Couço.
- 1984 – Escola Preparatória, Bombarral (col. Carlos Travassos).
- 1985 – HabiParque, Telheiras, Lisboa.
- 1985 – Exponor, Centro de Exposições da Cidade do Porto (col. Carlos Travassos).
- Centro de Congressos (Estoril)[1]
- Paços do Concelho (Guarda)[1]
- Escola Superior Agrária (Beja)[1]
- Escola Superior Agrária (Bombarral)[1]
- Plano Geral de Urbanização de Portalegre com J. Levi, João Carrilho da Graça e Gonçalo Byrne[1]
- Edifício na Rua Professor Cavaleiro Ferreira, n.º 4, e edifício na Rua José Escada, n.º 3[6]
- Atrium Saldanha[7]

## Prémios
- Prémio Valmor e Municipal de Arquitectura 1994[6]
- Prémio Valmor e Municipal de Arquitectura 2001[7]
- Menção Honrosa do Prémio Valmor 1998[6]
- Prémio Municipal de Arquitectura Cidade de Almada 2006